# Salma Maoulidi
Salma Maoulidi es una activista social por los derechos de las mujeres e intelectual tanzana .

## Trayectoria
Maoulidi fue miembro de la Tanzanian Constitutional Review Commission, creada en 2011, en representación de la isla de Zanzíbar. Es directora ejecutiva de la Fundación Sahiba Sisters, el primer instituto activista feminista de Tanzania, que se fundó el 8 de marzo de 2017, Día Internacional de la Mujer. Está asociada de EASUN, centro especializado en formación de líderes en habilidades de facilitación y a organizaciones para abordar los retos de la pobreza y la desigualdad a través de cursos, coaching individual, creación de equipos e intervenciones. Es miembro de un grupo de reflexión sobre Elecciones y Cambio Político en África Oriental, coordinado por el Institute of African Research and Resource Forum (ARRF).
La Fundación Heinrich Böll se ha referido a ella como una intelectual y activista social con raíces en el movimiento de mujeres y de la sociedad civil en la región, inspirada globalmente por la promesa de liberar los potenciales humanos.
En 2009, fue una de las personas seleccionadas para participar junto a mujeres como Ann Njogu o Chinwe Azubuike en el Boletín ACAS 83: La violencia sexual y de género en África, cuyo objetivo era abordar la situación de violencia sexual y de género en el continente africano y estudiar las posibilidades de respuesta.